# سيرجن سيميوليتر (لعبة فيديو)
لعبة سيرجن سيميوليتر (بالإنجليزية: Surgeon Simulator 2013)‏ وتعني باللغة العربية تَحَكًم الجَرَاح ، هي لعبة إلكترونية من صنف محاكاة بالحاسوب ، أنتجت من قبل شركة بوزا ستوديوز البريطانية في شهر يناير عام 2013م ، وطورت من قبل شركة غلوبال غيم جام الدنماركية ، تعمل هذه اللعبة على أنظمة ويندوز مايكروسوفت وإكس أو عشرة في يناير عام 2013م ، وفي يوم 19 أبريل عام 2013م أضيفت نظام ستيم ضمن الأنظمة التي تعمل للعبة تحكم الجراح.

## طريقة اللعبة
يبدأ بطل اللعبة وهو جراح محترف يقوم بحمل الأدوات الخطيرة للعملية الجراحية للمريض ، ومنها المقص وإبرة والمنشار ونحو ذلك ، ومنها أدوات خطرة قد تؤثر على المريض في اللعبة مثل الفأس والقنبلة ، فمهة اللعبة في بعض المراحل .. أن يركب قلب المريض بعد فتح الصدر وعلى اللاعب ان يأخذ الحذر بأن يسبب مقتل المريض.

## وصلات خارجية
- الموقع الرسمي